# میراث ساحلی
میراث ساحلی (به انگلیسی: Heritage coast)، نواری از خط ساحلی در انگلستان و ولز است که وسعت آن با توافق بین آژانس ملی قانونی مربوطه و مقام محلی مربوطه تعیین می‌شود. چنین مناطقی به دلیل زیبایی طبیعی، حیات وحش و میراث شناخته شده هستند و از جمله هدف‌های تعریف‌شده، حمایت از این ویژگی‌ها و امکان برخورداری عموم از آن‌ها است. برای انگلستان این آژانس ملی طبیعی انگلستان (که در گذشته آژانس روستایی بوده‌است) و برای ولز منابع طبیعی ولز است (که این نقش را از بدنهٔ پیشین خود، شورای روستایی برای ولز بر عهده گرفت).